# Граній Ліциніан
Граній Ліциніан (лат. Granius Licinianus) — римський історик II ст. н. е., представник «малих» римських анналістів періоду грецького відродження. Зі значного доробку Гранія Ліциніана до нас дійшли лише фрагменти його праці, що охоплюють період з 163 по 78 рр. до н. е.

## Історія походження джерела
Про історика не збереглися біографічні дані, тому дослідники припускають, що Граній Ліциніан посідав когорту так званих «малих» римських анналістів, які представлені також Луцієм Аннеєм Флором (праця «Епітома») та Луцієм Ампелієм («Пам'ятна книжка»). У творах Макробія (І, 16, 30) і Сервія Гонората (коментар до «Енеїди», І, 737) згадується постать Гранія. Вважається, що праця Гранія Ліциніана була написана у період правління Антоніна й зображувала історію Риму доби Республіки від Ромула до смерті Цезаря.
З 36 книг до нашого часу дійшли лише 12 аркушів у палімпсесті, які знайшли у 1853 році вчені Британського музею серед інших рукописів єгипетського монастиря у Ваді-Натруні. Згадуваний палімпсест містив декілька текстів різних періодів, зокрема твір латинською мовою, праця латинського граматика і богословський текст, написаний сирійською мовою. Фрагменти праці описують події 165, 105, 87 і 78 рр. до н. е. Більшість дослідників вважає, що основним джерелом твору був опис історії Риму Тіта Лівія.
Інколи висувають припущення, що Граній Ліциніан спирався також на Саллюстія, хоча він сприймав його більше як оратора, ніж історика. З втрачених праць Гранія виокремлюють трактат про етикет під час прийому їжі. Загалом Граній Ліциніан під впливом софістики доби «грецького відродження» (ІІ ст.) приділяв увагу різноманітним містичним знаменням та повчальним прикладам і одночасно не зосереджувався на політичних перипетіях, що є визначальною рисою тогочасної літератури.

## Загальна характеристика джерела
Опис подій історії Риму доби Республіки Гранія Ліциніана наразі містить фрагментарні свідчення. Він представлений 5 книгами: XXVI (опис римського війська), XXVIII (події 163—162 рр. до н. е.), XXXIII (105 р. до н. е.), XXXV (87-85 рр. до н. е.) і XXXVI (81-78 рр. до н. е.).
У XXVI книзі автор висвітлював кінноту, зокрема реформу римського царя Тарквінія Пріска, за якою кожен вершник отримав у розпорядження по два коня. Граній зазначав, що це нововведення пов'язане з впровадженням культу Кастора і Поллукса. Вершників, які перебували на постійній військовій службі, називали «flexuntes».
У XXVIII книзі згадується Антіох IV Епіфан (сирійський цар 175—164 рр. до н. е.), який у 163—162 рр. до н. е. перебував у Афінах і планував ведення бойових дій проти Риму. Граній Ліциніан описував, що цар часто влаштовував бенкети, танцював без одягу і приймав водні процедури на публіці, що свідчить про негативне ставлення автора до Антіоха. Окремо Граній виокремив бажання царя легітимізувати свою владу за допомогою церемонії символічного одруження з Діаною. Вона проводилася в Ієраполісі, й Антіох, неправильно усвідомивши значення скарбів храму як придане своєї «дружини», пограбував святиню. Автор вважав насильницьку смерть Антіоха відплатою за святотатство у храмі. Також Граній Ліциніан розповідав про Корнелія Лентула (консул-суффект 162 р. до н. е.) як про визначну особу, яка багато зробила для добробуту Риму. Під час перебування на посаді претора, сенат призначив йому придбати землі у Кампанії, які були освоєні приватними землевласниками з метою їх перетворення на ager publicus та обмеження приватного землеволодіння. За громадські кошти Лентулл купив 50 тис. югерів землі, а план території відобразив на бронзовій таблиці, яку розмістили у Храмі Свободи і яку під час правління Сулли видозмінили. При цьому виникають неточності у випадку різниці між писемними джерелами й археологічними артефактами. На тлі цього припускають, що землю не розподіляли, а лише вирішили виміряти територію та визначити чіткі кордони між ager publicus і приватними землями.
XXXIII книга містить події війни з кімврами 105 р. до н. е., де поразки римлян сприймалися Гранієм як наслідок неузгоджених дій керівників, наприклад проконсула Аврелія Скавра, консулів Галлія й Квінта Сервілія Цепіона, що, на думку автора, цілком можна було уникнути. Одночасно Граній Ліциніан описував легенди про чорних змій, які під час урочистостей та гри трубачів почали нападати на людей або про римських матрон, кожній з яких наснився подібний сон з жертвопринесеннями. Можна провести паралелі зі Светонієм, який часто вдавався до опису містичних явищ та знамень. Граній Ліциніан виокремлював народження Помпея та Цицерона у цей рік та заборону керувати судном особам, яким не виповнилося 25 років.
У XXXV книзі присутній найповніший виклад подій, де в порівнянні з іншими книгами, більше уваги приділяється військово-політичній сфері періоду 87-85 рр. до н. е. Марій (консул 107 р. до н. е.) з 1 тис. прибічниками приєднався до Луція Корнелія Цинни, Серторія (керівник повстання в Іспанії) та Папірія (консул 85 р. до н. е.), що принесло значний успіх Цинні у битві з Помпеєм. Марій здобув контроль над Янікулом і в той же час Гней Октавій (консул 87 р. до н. е.) отримав 6 когорт від Помпея і перейшов Тибр. Цинна скористався конфліктом римлян з самнітами, які хотіли розширити свої права та отримати повноцінне громадянство, і запропонував їм умови миру, враховуючи їхні вимоги. Граній Ліциніан зазначав про епідемію чуми, яка забрала життя близько 17 тис. воїнів Октавія. Автор описував легенду про те, що Помпей був вражений блискавкою і декілька днів не подавав ознак життя. Також Граній Ліциніан зазначає про діяльність Мітрідата VI (царя Понтійського 120-63 рр. до н. е.), який для боротьби з Римом зібрав 65 тис. піхоти і вершників і 70 колісниць, але римська армія на північно-східному узбережжі Анатолії виграли битву. Після цього Сулла з Мітридатом уклали мирну угоду, за якою останній зобов'язувався покинути Азію, Біфінію, Пафлагонію та Галатію. Також описується діяльність Сократа (сина Нікомеда ІІІ у Віфінії).
Фрагменти XXXVI книги починаються з тріумфу Помпея в честь його перемоги в Африці, які яскраво описують показ слонів для римських громадян. Граній Ліциніан зазначав про смерть Сулли та його похорони, коли його тіло спалили і за легендою дощ загасив поховальне вогнище. Автор писав про спробу відновлення влади трибутних коміцій, у той час як Емілій Лепід (консул 78 р. до н. е.) виступив проти цього. Натомість, він обіцяв провести реформи, такі як повернення вигнанців та анулювання законів Сулли.